# Kalabárie hrabavá
Kalabárie hrabavá (Calabaria reinhardtii) je nejedovatý had z čeledi hroznýšovitých, žijící v Africe, příslušník monotypického rodu kalabárie, pojmenovaného podle města Calabar. Říká se mu také kalabárie Reinhardtova na počest dánského herpetologa Johanna Theodora Reinhardta.
Obývá africký deštný prales od Libérie na západě podél pobřeží Guinejského zálivu a přes lesnatou část Konžské pánve až po jezero Kivu na východě. Žije skrytým nočním životem a vyskytuje se v odlehlých oblastech, proto je její způsob života málo prozkoumán. Zahrabává se do kypré pralesní půdy nebo pod spadané listí, obsazuje také nory jiných zvířat nebo termitiště. Je vejcorodá, živí se převážně drobnými hlodavci. Patří k nejmenším hroznýšovitým hadům, dosahuje délky maximálně jednoho metru. Je zbarvena tmavohnědě až černě, se světlejšími načervenalými skvrnami. Tvar těla je uzpůsoben podzemnímu způsobu života: je válcovité, hlava i ocas jsou krátké a tupé, oči jsou malé. Podobnost obou konců těla používá had, když je v nebezpečí: stočí se do klubíčka, aby chránil hlavu, a vztyčí ocas, což zmate útočníka. Anglicky se mu proto říká „two-headed boa“ (dvouhlavý hroznýš). Kalabárie bývá chována také v zajetí pro svou neútočnou povahu.
Systematika je nejasná: kalabárie byla dlouho řazena mezi krajty, Arnold Kluge navrhl roku 1993 vyčlenit ji spolu s dalšími hrabavými hroznýši do samostatného rodu Charina, ale analýza DNA vzájemnou příbuznost nepotvrdila.